# Ophiographa macrophyes
Ophiographa macrophyes là một loài bướm đêm trong họ Geometridae.